# Pra Se Ter Alegria
Pra Se Ter Alegria é o primeiro álbum ao vivo da cantora Roberta Sá. Lançado em 2009 pela MP,B Produções e distribuído pelo selo da Universal Music, o show de gravação ocorreu no Vivo Rio, no dia 3 de abril de 2009.

## Lista de faixas
| N.º | Título                                  | Compositor(es)                            | Duração |  |
| 1.  | "O Pedido"                              | Junio Barreto, Jam da Silva               | 2:17    |  |
| 2.  | "Alô Fevereiro"                         | Sidney Miller                             | 3:43    |  |
| 3.  | "Interessa?"                            | Carvalhinho                               | 2:16    |  |
| 4.  | "Mais Alguém"                           | Moreno Veloso, Quito Ribeiro              | 4:00    |  |
| 5.  | "Samba de um Minuto"                    | Rodrigo Maranhão                          | 4:16    |  |
| 6.  | "Agora Sim"                             | Pedro Luís, Roberta Sá, Carlos Rennó      | 4:20    |  |
| 7.  | "Samba de Amor e Ódio"                  | Pedro Luís, Carlos Rennó                  | 3:49    |  |
| 8.  | "Pelas Tabelas"                         | Chico Buarque                             | 3:47    |  |
| 9.  | "Ah, Se Eu Vou"                         | Lula Queiroga                             | 3:15    |  |
| 10. | "Girando na Renda" (Part. Pedro Luís)   | Pedro Luís, Sérgio Paes, Flávio Guimarães | 4:29    |  |
| 11. | "Laranjeira"                            | Roque Ferreira                            | 4:04    |  |
| 12. | "Novo Amor" (Part. Hamilton de Holanda) | Edu Krieger                               | 3:59    |  |
| 13. | "Samba do Balanço" (Part. Marcelo D2)   | HAROLDO BARBOSA, LUIZ REIS                | 3:15    |  |
| 14. | "No Braseiro"                           | Pedro Luís                                | 4:32    |  |

| DVD |                                         |         |  |
| N.º | Título                                  | Duração |  |
| 1.  | "O Pedido"                              |         |  |
| 2.  | "Alô Fevereiro"                         |         |  |
| 3.  | "Eu Sambo Mesmo"                        |         |  |
| 4.  | "Interessa?"                            |         |  |
| 5.  | "A Vizinha do Lado"                     |         |  |
| 6.  | "Cicatrizes"                            |         |  |
| 7.  | "Casa Pré-Fabricada"                    |         |  |
| 8.  | "Janeiros"                              |         |  |
| 9.  | "Mais Alguém"                           |         |  |
| 10. | "Belo Estranho Dia de Amanhã"           |         |  |
| 11. | "Samba de um Minuto"                    |         |  |
| 12. | "Agora Sim"                             |         |  |
| 13. | "Samba de Amor e Ódio"                  |         |  |
| 14. | "Pelas Tabelas"                         |         |  |
| 15. | "Fogo e Gasolina"                       |         |  |
| 16. | "Ah, Se Eu Vou"                         |         |  |
| 17. | "Girando na Renda" (Part. Pedro Luís)   |         |  |
| 18. | "Laranjeira"                            |         |  |
| 19. | "Novo Amor" (Part. Hamilton de Holanda) |         |  |
| 20. | "No Braseiro"                           |         |  |
| 21. | "Samba do Balanço" (Part. Marcelo D2)   |         |  |

## Certificados e vendas
| País (Provedor) | Disco Especifico | Certificação | Vendas  |
| --------------- | ---------------- | ------------ | ------- |
| Brasil (ABPD)   | DVD              | Ouro         | +25.000 |